# Shell Rock River
Der Shell Rock River ist ein 182 km langer Fluss den US-amerikanischen Bundesstaaten Minnesota und Iowa. Sein Lauf beginnt rund 3 km nördlich von Glenville, Freeborn County, Minnesota mit dem Abfluss des Albert Lea Lake. Er endet mit der Mündung in den Cedar River, rund 4 km südwestlich von Janesville, Black Hawk County, Iowa. 

## Ortschaften und Countys am Grand River (in Flussrichtung)
Ortschaften:
| - Glenville (MN) - Northwood (IA) - Plymouth (IA) - Rock Falls (IA) | - Nora Springs (IA) - Rockford (IA) - Marble Rock (IA) - Greene (IA) | - Clarksville (IA) - Shell Rock (IA) - Janesville (IA) |

Countys:
| - Freeborn County (MN) - Worth County (IA) - Worth County (IA) - Cerro Gordo County (IA) | - Floyd County (IA) - Butler County (IA) - Bremer County (IA) - Black Hawk County (IA) |